# 기독교민주당 (산마리노)
산마리노 기독교민주당(이탈리아어:Partito Democratico Cristiano Sammarinese)은 산마리노의 중도주의 정당이다. 2016년 선거 결과, 산마리노 통합좌파당과 미래공화국에 이어 원내 3당이다. 1951년 총선 이후 2016년까지 총 65년간 원내 1당의 자리에 있었다. 그러나 2016년 총선에서 10석의 성적으로 참패를 당하였고 이는 기독교민주당 최악의 선거 결과였다.
현재 사회민주주의성향의 사회당과 사회민주당과 선거연합을 맺고있다.